# والاروی سیاه
والاروی سیاه (نام علمی: Macropus bernadus)، که با نام‌های والاروی برنارد و والاروی وودوارد نیز شناخته می‌شود، کیسه‌داری از تیره درازپایان، سردهٔ درازپاها است که در مناطق کرانه‌ای جنوب شرقی استرالیای غربی زندگی می‌کند. در سیاهه قرمز IUCN، این جانور در وضعیت آسیب‌پذیر طبقه‌بندی شده‌است.